# Emanuel Silva
Emanuel Eduardo Pimenta Vieira da Silva GOIH (Braga, 4 de dezembro de 1985) é um velocista português na modalidade de canoagem, foi finalista nos Jogos Olímpicos de Atenas e vencedor da medalha de Prata em K-2 1000m em Londres 2012.

## Biografia
Apesar de ter treinado com recursos muito limitados, Emanuel Silva tornou-se campeão nas três distâncias (500 m, 1000 m e 10,000 m) com apenas dezasseis anos.
Em 2003 brilhou nos Campeonatos do Mundo de Juniores no Japão em Komatsu, sendo medalha de ouro em K1 500 m e medalha de prata em K1-1000 m. Competiu pela primeira vez como atleta sénior nos Campeonatos do Mundo em Gainesville, E.U.A., classificando-se num credível décimo sexto lugar no K-1 1000 m.
Em 2004 atingiu a sua primeira final como sénior nos campeonatos da Europa em Poznań na Polónia e classificou-se na sétima posição. Ainda com apenas dezoito anos, e tecnicamente júnior, foi o segundo atleta mais novo a competir na prova de K-1 1000 m nos Olímpicos de Atenas e excedeu todas as expectativas ao atingir a final. Finalizando-a no sétimo lugar com um tempo de 3:33.862.
Seguiu o sucesso em Atenas ao ganhar em 2005 o Campeonato Europeu de Sub-23 na final de K1 1000 metros em Plovdiv, Bulgaria. No final dessa época ganhou a sua primeira medalha como sénior na sua carreira, ao ser bronze no Campeonato da Europa no K1-1000 m em Poznań, Polónia.
Em 2006 arrecadou  o título de campeão europeu em Schinias, Grécia. Em competições seniores, a melhor classificação foi o sétimo lugar no Campeonato do Mundo em Szeged na Hungria.
Nos Jogos Olímpicos de Pequim, foi eliminado nas semifinais o K-1 500 m e no K-1 1000 m.
Nos Jogos Olímpicos de Londres, venceu a medalha de Prata juntamente com Fernando Pimenta em K-2 1000m.
Emanuel Silva é agora membro e atleta do Sporting Clube de Portugal em Portugal.
A 27 de Maio de 2015, foi feito Grande-Oficial da Ordem do Infante D. Henrique.